# Velarifictorus kittana
Velarifictorus kittana är en insektsart som först beskrevs av Otte, D. och R.D. Alexander 1983.  Velarifictorus kittana ingår i släktet Velarifictorus och familjen syrsor. Inga underarter finns listade i Catalogue of Life.